# Žemaičių Naumiestis
Žemaičių Naumiestis (deutsch Neustadt) ist eine Kleinstadt in der Rajongemeinde Šilutė im westlichen Litauen zwischen Klaipėda und der Grenze zur russischen Oblast Kaliningrad. Durch den Ort fließen die Flüsschen Šustis, Šelmuo und Lendra.
Die Kleinstadt lag jahrhundertelang an der Grenze zu Preußen und erlangte dadurch eine spezifische multikulturelle Bevölkerungsstruktur. In dieser spielten neben litauischen Einwohnern vor allem jüdische und deutsche Bevölkerungsgruppen eine wesentliche Rolle und in gewissem Maße auch russische. Durch die vielschichtigen politischen Ereignisse am Vorabend des Zweiten Weltkrieges, während des Krieges und der ersten Dekade danach wurde diese multikulturelle Bevölkerungsstruktur zerstört. Widergespiegelt wird sie heute in Žemaičių Naumiestis einzig durch das Architekturerbe des Ortes. Es gibt eine hölzerne katholische St.-Michael-Kirche (erbaut 1782), eine steinerne evangelische Kirche (erbaut 1842) und eine steinerne Synagoge (erbaut 1816).

## Ortsname

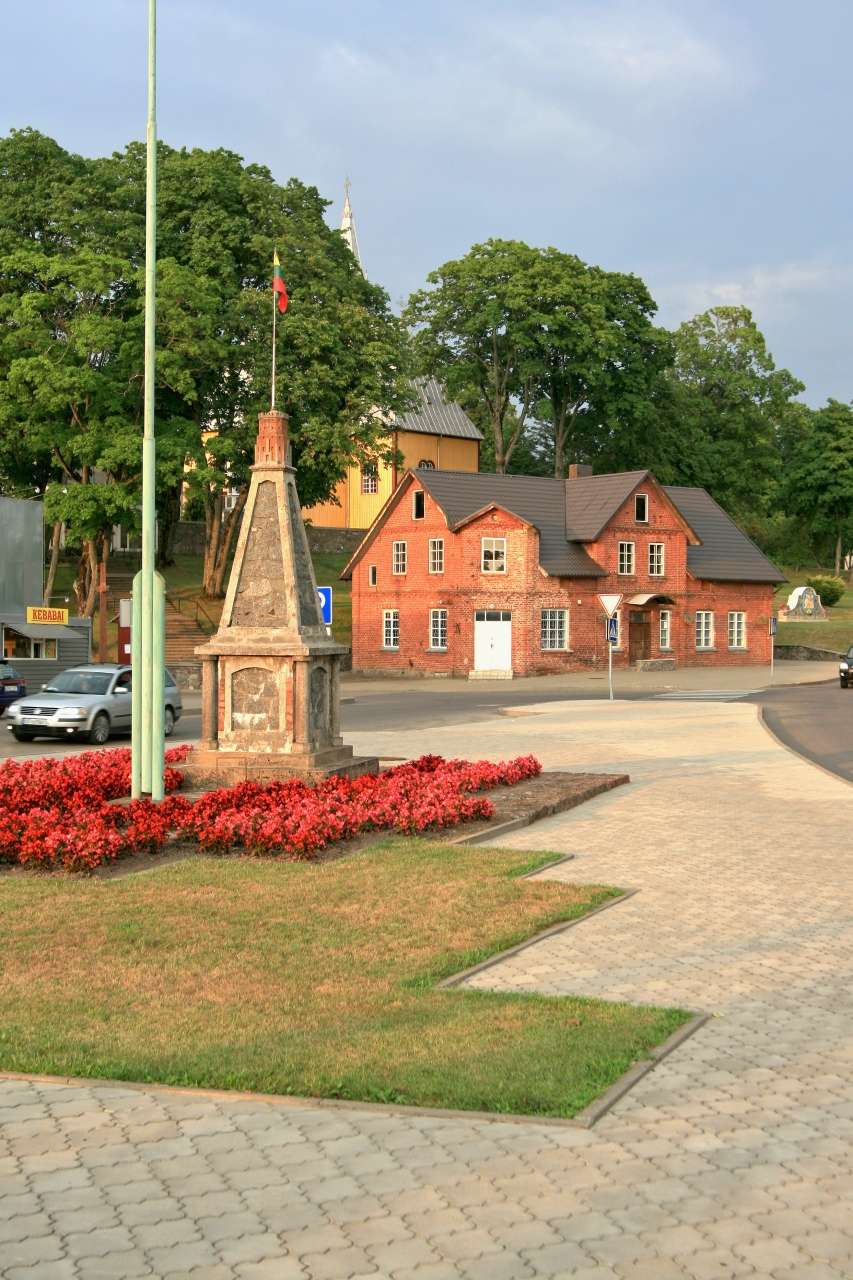
Hauptplatz des Ortes

Lange hieß das Städtchen Naumiestis (litauisch) beziehungsweise Nowe Miasto (polnisch). Auf Jiddisch hieß die Stadt Neishtot Sugint (nach dem nahegelegenen Gut Sugint). Unter der zarischen Verwaltung wurde der Ort 1884 in Aleksandrowsk umbenannt. Diese Bezeichnung galt offiziell bis 1918. In den zwanziger Jahren nannte man die Stadt Tauragės Naumiestis (litauisch) beziehungsweise Neishtot Tavrik (jiddisch) nach der nahegelegenen Stadt Tauragė (Tauroggen) in Abgrenzung an andere litauische Orte mit dem Namen Naumiestis. In den 1930er Jahren wurde die Bezeichnung Žemaičių Naumiestis („Samogitische Neustadt“) eingeführt, die bis heute gilt.

## Geschichte
Zum ersten Mal soll der Ort um 1360 von dem Hochmeister des Deutschen Ordens Winrich von Knipprode angelegt worden sein. Der Ort wurde um 1600 ein weiteres Mal als im Besitz der Krone erwähnt. 1750 erlangte der Ort Privilegien für Märkte und Messen.
1779 verpachtete der König Stanisław August Poniatowski das Städtchen für fünfzig Jahre an den Adligen Mykolas Rionikeris, der Handwerker ansiedelte und die katholische Kirche St. Michael erbauen ließ.  1792 verlieh der König dem Ort Magdeburger Recht und ein Wappen. Bei der Dritten Teilung Polens fiel das Städtchen an das zarische Imperium und gehörte erst zum Gouvernement Wilna, ab 1843 zum neugegründeten Gouvernement Kovno und innerhalb dessen zum Kreis Raseiniai.
Seit 1795 wurde die in drei Kilometer Entfernung von dem Ort verlaufende Grenze zwischen dem zarischen Imperium und Preußen immer weiter befestigt. Im 19. Jahrhundert befand sich im Ort ein Zollamt 3. Klasse. Der Ort war vor allem durch seine Jahrmärkte und die zweimal in der Woche stattfindenden Märkte bekannt. Zudem verfügte er über eine Poststation, da sich hier die Postlinien Polangen-Tauroggen und Sartininkai-Švėkšna kreuzten.
Der Ort entwickelte sich in der zweiten Hälfte des 19. Jahrhunderts stark, vor allem durch den hier stattfindenden grenzübergreifenden Handel. 1860 zählte man 165 Häuser und 1600 Einwohner, in der Mehrzahl Juden. 1897 zählte man bereits 2445 Einwohner, darunter 1438 Juden (59 %). Es gab zahlreiche Geschäfte und Schenken, drei Mühlen sowie drei Werkstätten für Lederverarbeitung. Die zwei jährlichen Messen und die zweimal wöchentlich stattfindenden Märkte waren stark besucht. Das Städtchen war ein wichtiger Ort für den Export von Pferden und Bauholz.
Der Ort erlangte nach dem Verbot der litauischen Presse 1863–1864 auch Bekanntheit, da durch ihn ein wichtiger Weg der sogenannten Bücherträger führte.
Bei Ausbruch des Ersten Weltkrieges 1914 wurden zahlreiche Häuser niedergebrannt. Von 1916 bis 1918 war die Region wie ganz Litauen von der Deutschen Armee besetzt. Nach dem Ende des Ersten Weltkrieges gehörte Žemaičių Naumiestis zur Republik Litauen.
Nach der Besetzung durch die Rote Armee im Sommer 1940 und dem Anschluss an die UdSSR fanden im Ort ebenfalls Verstaatlichungen von Betrieben statt. Die deutsche Minderheit reiste im März 1941 auf Grund des deutsch-sowjetischen Aussiedlungsvertrages von 1941 aus. Am 14. Juni 1941 wurden Bürger des Ortes nach Sibirien verbannt. Am Morgen des 22. Juni 1941 marschierte die Wehrmacht in Žemaičių Naumiestis ein. Es kam zu heftigen Schusswechseln, in dessen Folge 14 deutsche Soldaten fielen. Daraufhin verhaftete die Wehrmacht einen Großteil der jüdischen Männer und sperrte sie in die Evangelische Kirche des Ortes. Der anwesende Pfarrer konnte die deutschen Offiziere von der Unschuld der Juden überzeugen, so dass man sie wieder freiließ. Im Städtchen wurde nach Besetzung durch die Deutschen eine „vorgeschobene Grenzaufsichtsstelle“ der Reichsfinanzverwaltung eingerichtet. Die Juden wurden ghettoisiert und nach kurzer Zeit erschossen. Im Sommer 1942 kehrte ein Teil der deutschen Bevölkerung wieder zurück.
In der sowjetlitauischen Zeit befand sich hier ein Staatsgut, eine Berufsschule für landwirtschaftliche Ausbildungen.

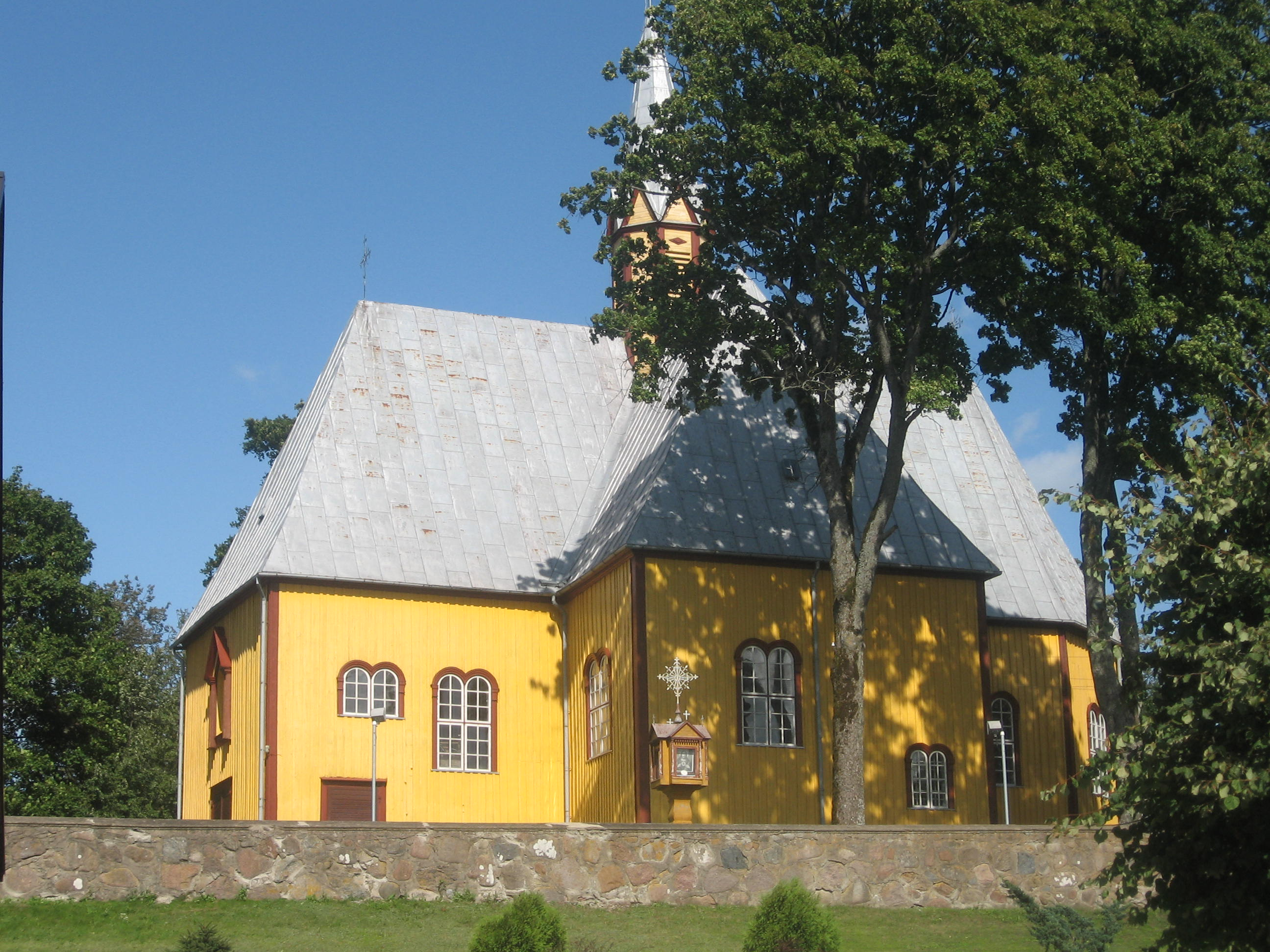
Kirche St. Michael der Erzengel in Žemaičių Naumiestis, geweiht 1790

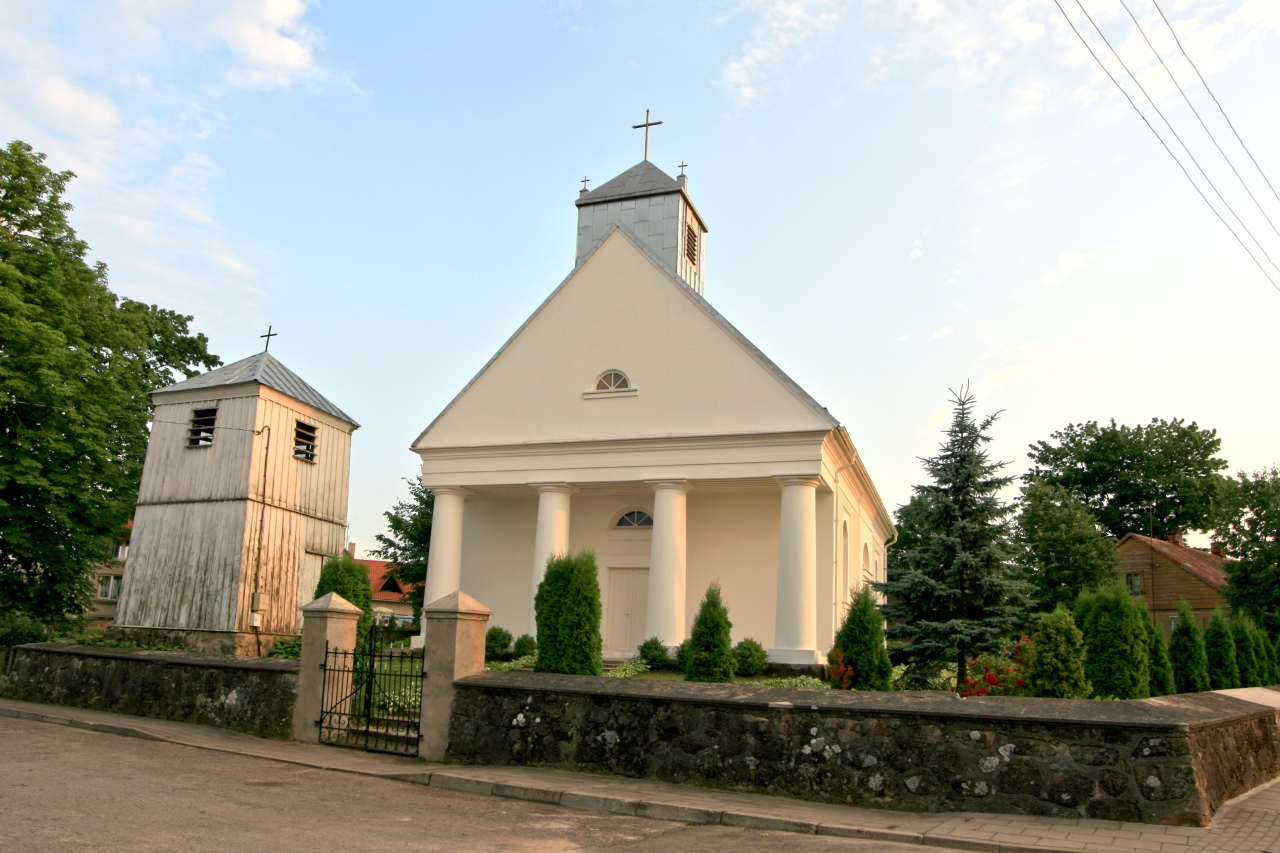
Evangelisch-Lutherische Kirche in Žemaičių Naumiestis, erbaut 1842

### Juden

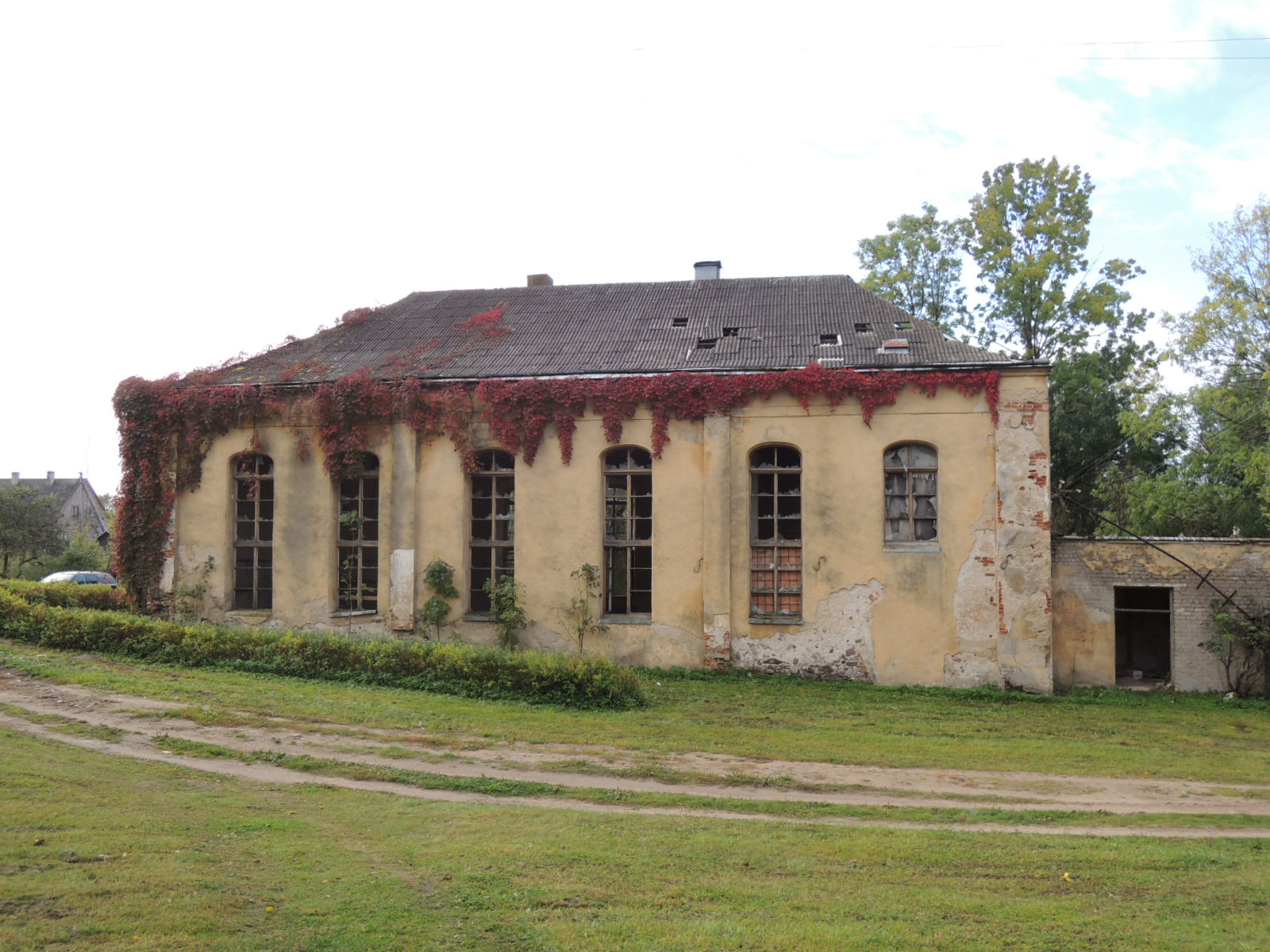
Ehemalige Synagoge von Žemaičių Naumiestis

Juden lebten in dem Ort seit dem 17. Jahrhundert. Ein alter jüdischer Friedhof wurde Ende des 17. Jahrhunderts erwähnt. Im frühen 18. Jahrhundert wurde eine Chevra Kaddisha gegründet. Es gab eine jüdische Schule, eine Synagoge und ein Bethaus.
Seit der Mitte des 19. Jahrhunderts gab es Juden, die vor allem Handel im nahe gelegenen Ostpreußen machten und dann auch dorthin übersiedelten. Im letzten Drittel des 19. Jahrhunderts setzte eine große Auswanderungsbewegung ein. Zuerst emigrierten zahlreiche Juden in die USA. Später wanderten viele nach Südafrika aus.
Nach dem Einmarsch der Wehrmacht im Juni 1941 wurde am Marktplatz eine Ortskommandantur eingerichtet, auf der sich die jüdischen männlichen Einwohner täglich melden mussten. Viele wurden zu Aufräumungs- und Straßenreinigungsarbeiten eingesetzt; andere waren in einer Feldbäckerei der Deutschen beschäftigt. Außerdem mussten sie die am ersten Kampftag gefallenen Soldaten bestatten. Noch im Juni 1941 wurden die Juden physisch mit Tritten und Schlägen gezwungen, das Inventar der Synagoge von Schriftrollen bis zu Bänken in den Vorhof zu bringen und dort zu verbrennen. Anfang Juli 1941 wurden den Juden Wohnungen in einer bestimmten Straße zugewiesen. Sie mussten einen gelben Streifen an der Kleidung tragen und durften die Bürgersteige nicht mehr betreten.
Am 19. Juli 1941 organisierte die SS von Heydekrug unter der Leitung von Werner Scheu eine zweite „Judenbeschaffungsaktion“.  Sie war mit dem Ziel Žemaičių Naumiestis, 14 km östlich von Heydekrug, angesetzt, es sollte in einen der wenigen Orte im nördlichen Grenzstreifen gehen, indem es bislang noch nicht zu Judenmorden gekommen war. Am 19. Juli 1941 wurden alle männlichen Juden, die 14 Jahre und älter waren, in die Synagoge beordert. Dort standen SS-Leute und litauische Polizisten. Alle Männer wurden auf Lastkraftwagen verladen und zu der ostwärts gelegenen Kaserne gebracht. Die Alten und Kranken, etwa 70 Personen, wurden ausgesondert und später erschossen und am gleichen Tag bei Šiaudvyčiai erschossen. Die Schützen waren litauische Polizisten. Insgesamt wurden an diesem Tag mindestens 220 jüdische Männer dort erschossen. Die ausgewählten arbeitsfähigen Personen kamen unter anderem in das Lager Schillwen bei Heydekrug.
Im September 1941 wurden die jüdischen Frauen und Kinder nach Šiaudvyčiai gebracht und dort erschossen. Die jüdischen Männer mussten zwei Jahre in verschiedenen Lagern in und um Heydekrug arbeiten. Wer krank wurde oder nicht mehr arbeitsfähig war, wurde von der SS erschossen. Ende Juli 1943 wurden die Arbeitslager aufgelöst und die restlichen Männer nach Auschwitz abtransportiert. Nur wenige überlebten. Einige Juden aus Žemaičių Naumiestis, die den Krieg in der Sowjetunion überlebt hatten und 1946 in ihren Heimatort zurückkehrten, wurden getötet, als ihre Häuser gesprengt wurden.

### Deutsche
Ende des 18. Jahrhunderts wurden unter dem Adligen Mykolas Rionikeris protestantische Handwerker aus dem nahegelegenen Ostpreußen angesiedelt. Zu dieser Zeit war die Grenze durchlässig. Die Gemeindemitglieder unterhielten um 1800 bereits ihre eigene Schule. Die Kirchengemeinde wurde zuerst von preußischen Predigern unterhalten und  war ab 1800 Filiale der Kirchengemeinde Tauroggen. Um 1824 zählte man im Ort 327 evangelische Gemeindeglieder. In der Regel hielt der Kantor Gottesdienst. Zweimal brannte Anfang des 19. Jahrhunderts das Bethaus ab. Dann wurde aus Spenden 1842 eine Kirche im klassizistischen Stil errichtet. Die Gemeinde erhielt 1919 ihren ersten Pastor. Als im März 1941 die Deutschen ausgesiedelt wurden, kam das Gemeindeleben zum Erliegen. Nach Kriegsende kehrte ein Teil der deutschen Einwohner zurück. 1947 wurde wieder eine evangelische Gemeinde begründet. 1958–1960 wurde die Gemeinde noch einmal stark durch Ausreisen auf Grund der Ausreisevereinbarungen zwischen der Sowjetunion und der Bundesrepublik dezimiert.

## Töchter und Söhne der Stadt
- Martynas Mažvydas (um 1510–1563), evangelischer Pfarrer und Verfasser des ersten Buches in litauischer Sprache
- Solomon Ben Kalman Halevi Abel (1857–1886), einer der Gründer der Yeshiva von Telšiai[23]
- Eliyahu Ragoler (1794–1849), Rabbiner, Verfasser zahlreicher Schriften[24]
- Sammy Marx (1844–1920), Industrieller und Finanzier in Südafrika[25]
- Hermann Kallenbach (1871–1945), Architekt und Weggefährte Mahatma Gandhis[26]
- Eglė Bendikaitė (* 1976), Historikerin und Lehrbeauftragte für Jiddisch